# Warhammer Fantasy

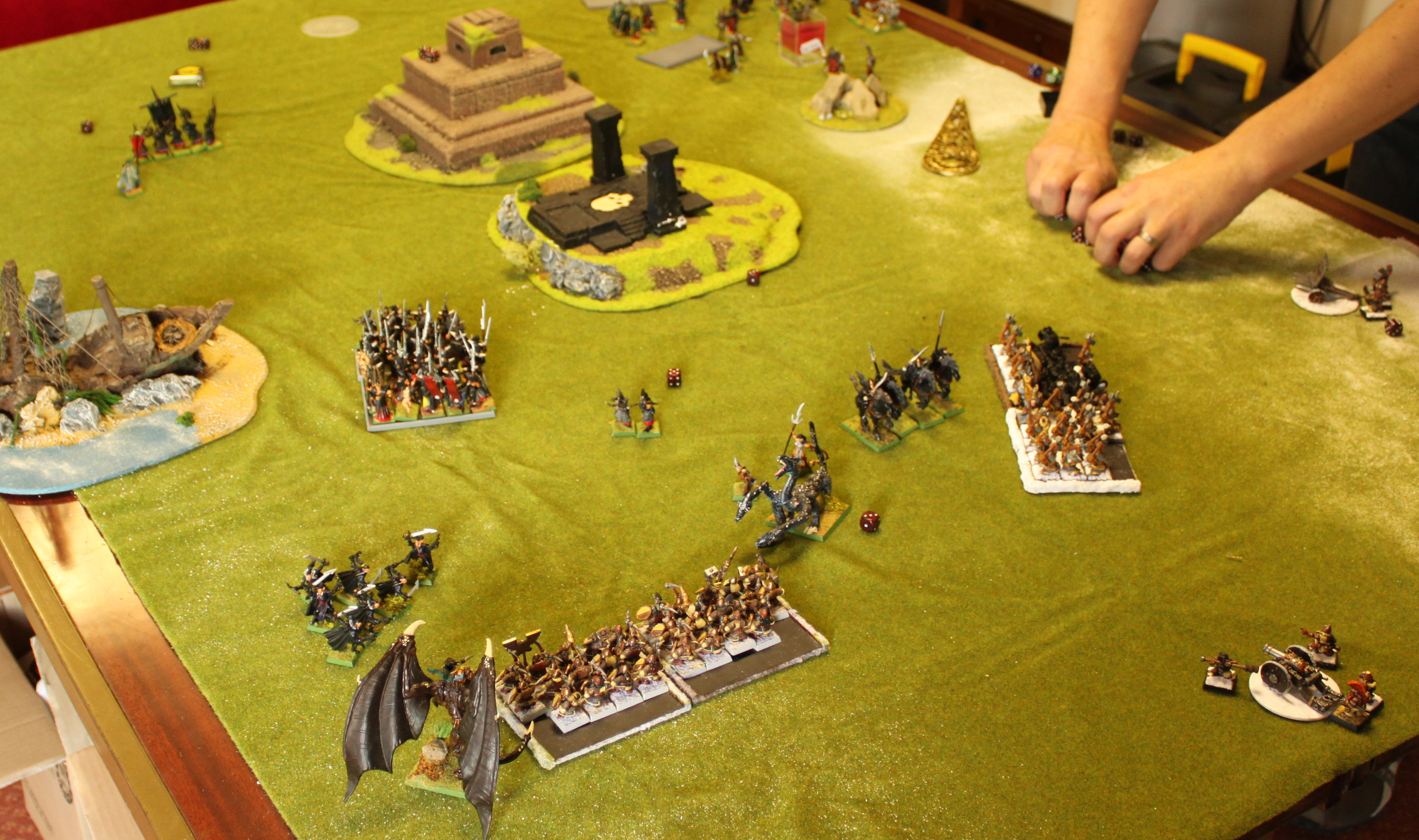
Partida de Warhammer Fantasy Battle, con Elfos Oscuros vs Enanos.

Warhammer Fantasy es un universo de fantasía heroica creado por la editorial británica Games Workshop para sus juegos de miniaturas y de rol.

## Warhammer Fantasyen juegos de miniaturas
Inicialmente este universo de ficción fue creado como un sistema de combate de masas para juegos de rol. publicado por primera vez en 1983. No tomaría el nombre de juego de miniaturas Warhammer Fantasy Battle, hasta su segunda edición en el año 1985.

## Warhammer Fantasyen juegos de rol
Tres años después de Warhammer Fantasy Battle, en 1986, Games Workshop publicaba Warhammer Fantasy Roleplay, el juego de rol ambientado en el universo Warhammer Fantasy. En diciembre de 1997 la editorial madrileña la Factoría de Ideas fue la primera en traducirlo y publicarlo (con el título de Warhammer Fantasía).

## Warhammer Fantasyen juegos de tablero
A finales de los años 1980 Games Workshop compró los derechos de la marca HeroQuest, que Greg Stafford, el entonces presidente de la editorial Chaosium, había reservado pero no renovado. De este modo en 1989 Games Workshop y Milton Bradley publicaban conjuntamente el juego de tablero HeroQuest. Años después, en 2003, Greg Stafford recuperó la marca HeroQuest para cuenta de su editorial Issaries, Inc., lo que le permitió la publicación del juego de rol HeroQuest. Este HeroQuest es un juego de rol ambientado en el universo llamado Glorantha y no tiene nada que ver con el universo Warhammer Fantasy ni con el juego de tablero titulado HeroQuest.

## Revista especializada
La revista de Games Workshop especializada en el universo Warhammer Fantasy (en la que se describen otros juegos así como se dan consejos para pintar figuras y miniaturas) es la revista White Dwarf («Enana blanca»).

## Extrapolaciones
El éxito del universo de fantasía medievalista Warhammer Fantasy permitió a Games Workshop la creación, en 1987, de dos nuevos juegos:
- Una versión de ciencia ficción para otro juego de miniaturas, esta vez llamado Warhammer 40.000.
- Una versión humorística (de tablero)  en la que personajes de ficción propios del universo Warhammer Fantasy competían jugando una particular variante del fútbol americano: Blood Bowl.